# Dovje
Dovje je razloženo naselje z gručastim jedrom z dobrimi 600 prebivalci v Občini Kranjska Gora. Skupaj z bližnjo Mojstrano tvori krajevno skupnost Dovje-Mojstrana. Leži v Zgornjesavski dolini na rečnem vršaju, ki ga je nasulo več potokov izpod karavanške Kepe. Naselje je nad levim bregom reke Save Dolinke in nad cesto, ki vodi skozi Zgornjesavsko dolino od Jesenic proti Kranjski Gori. K Dovjemu spadata zaselka Mlinca in Vatiš.
Prebivalci se preživljajo z živinorejo (poleti še vedno pasejo na planinah), nekateri pa so zaposleni na Jesenicah in v sosednji Mojstrani. 

## Ime
Dovje je v zgodovinskih virih izpričano leta 1029 kot Lenginvuélt, leta 1065 kot Lenginvelt in leta 1318 kot Langenuelt. Slovensko ime temelji na prevodu nemškega imena (dobesedno 'dolga njiva'), domnevno z razvojem narečja iz *dolgē (polje), ki se nanaša na uporabo okoliških zemljišč.
Župnijska cerkev sv. Mihaela je z začetka 14. stoletja. Na Dovjem je 38 let župnikoval skladatelj in gornik Jakob Aljaž. V župnišču mu je posvečena spominska soba, ob magistralni cesti med obema Mojstrano in Dovjem stoji njegov spomenik.